# Nederlandse Raad voor Training en Opleiding
De Nederlandse Raad voor Training en Opleiding (NRTO, voorheen Paepon) is de brancheorganisatie voor particuliere opleidingsinstituten. Deze onderwijsaanbieders worden particulier bekostigd (dat wil zeggen: niet door de overheid gefinancierd, zoals dit wel het geval is bij reguliere hogescholen en ROC's). De missie van de NRTO is "het beste uit mensen (jong en volwassen) halen, talenten ontwikkelen en mensen helpen hun ambities te realiseren" . 
De NRTO is dé overkoepelende brancheorganisatie voor alle particuliere trainings- en opleidingsbureaus in Nederland. De vereniging heeft een belangrijke rol bij het op de agenda zetten van particulier opleiden en daarmee het Leven Lang Ontwikkelen (LLO). Als brancheorganisatie zijn zij een vanzelfsprekende gesprekspartner voor politiek, ministeries, onderwijspartijen, maatschappelijke organisaties en de media. De NRTO wil een kwalitatief erkend en herkend hoogstaand, flexibel en gevarieerd onderwijs-, opleidings- trainings- EVC- en examenaanbod realiseren. De NRTO trekt samen met OVAL, de ABU en Cedris op in de Alliantie Samen Werken voor Werk.  
Werkgeversorganisatie
Als belangenvereniging brengt zij haar leden met elkaar en met relevante partijen in contact. Zo worden er voor leden regelmatig online en fysieke bijeenkomsten georganiseerd. De NRTO is als werkgeversorganisatie lid van VNO-NCW/MKB-Nederland. Voor de leden van de NRTO betekent dit nog een extra voordeel; zij krijgen door hun lidmaatschap toegang tot de activiteiten en diensten van VNO-NCW / MKB-Nederland. 

## Leden
Om lid te kunnen zijn/worden van de NRTO moet men voldoen aan de opgestelde gedragscode, dienen de leveringsvoorwaarden van de aanbieder aangepast te zijn aan de Algemene Leveringsvoorwaarden van de branche en dient binnen het jaar het NRTO-Keurmerk te worden behaald. Daarnaast is de NRTO aangesloten bij de Stichting Geschillencommissie Consumentenzaken. Uitspraken van de geschillencommissie zijn voor NRTO-leden bindend.
Binnen de NRTO wordt gewerkt met ledengroepen, hiervoor worden o.a. fysieke en digitale bijeenkomsten georganiseerd en input opgehaald voor de belangenvertegenwoordiging. De ledengroepen zijn anno 2023: 01. Wettelijk erkend onderwijs: Voortgezet Onderwijs (vo), Middelbaar beroepsonderwijs (mbo) & Hoger onderwijs (ho)
02.Trainingen en opleidingen: Persoonlijke vaardigheden, Branche- en functiegerichte opleidingen en trainingen, VCA/ SOG trainingen, Taaltrainingen & Inburgering
03. Online leren
04. EVC-aanbieders
05. Exameninstituten
06. Sectoren: Zorg, Techniek & ICT.
De volgende opleidingsinstituten zijn onder meer lid van NRTO:
- HBO Nederland
- HBO Drechtsteden
- EuroPort Business School
- LOI
- Markus Verbeek Praehep
- NCOI
- NHA
- NTI
- Schoevers
- Boerma Instituut International Floral Design School
- Iber Lengua Taal en Cultuur
- Voor meer leden zie de database met NRTO-Leden.